# Lac de Schwieloch
Le lac de Schwieloch ou Schwielochsee en allemand, est un lac de la Spreewald dans le Brandebourg (Allemagne), situé dans l'arrondissement de Dahme-Forêt-de-Spree.

Le Lac de Schwieloch regardé de Goyatz